# Hasegawa Hirokazu
Hirokazu Hasegawa (sinh ngày 20 tháng 10 năm 1986) là một cầu thủ bóng đá người Nhật Bản.

## Sự nghiệp câu lạc bộ
Hirokazu Hasegawa đã từng chơi cho Sagan Tosu và Oita Trinita.